# Juan Eusebio Estrada

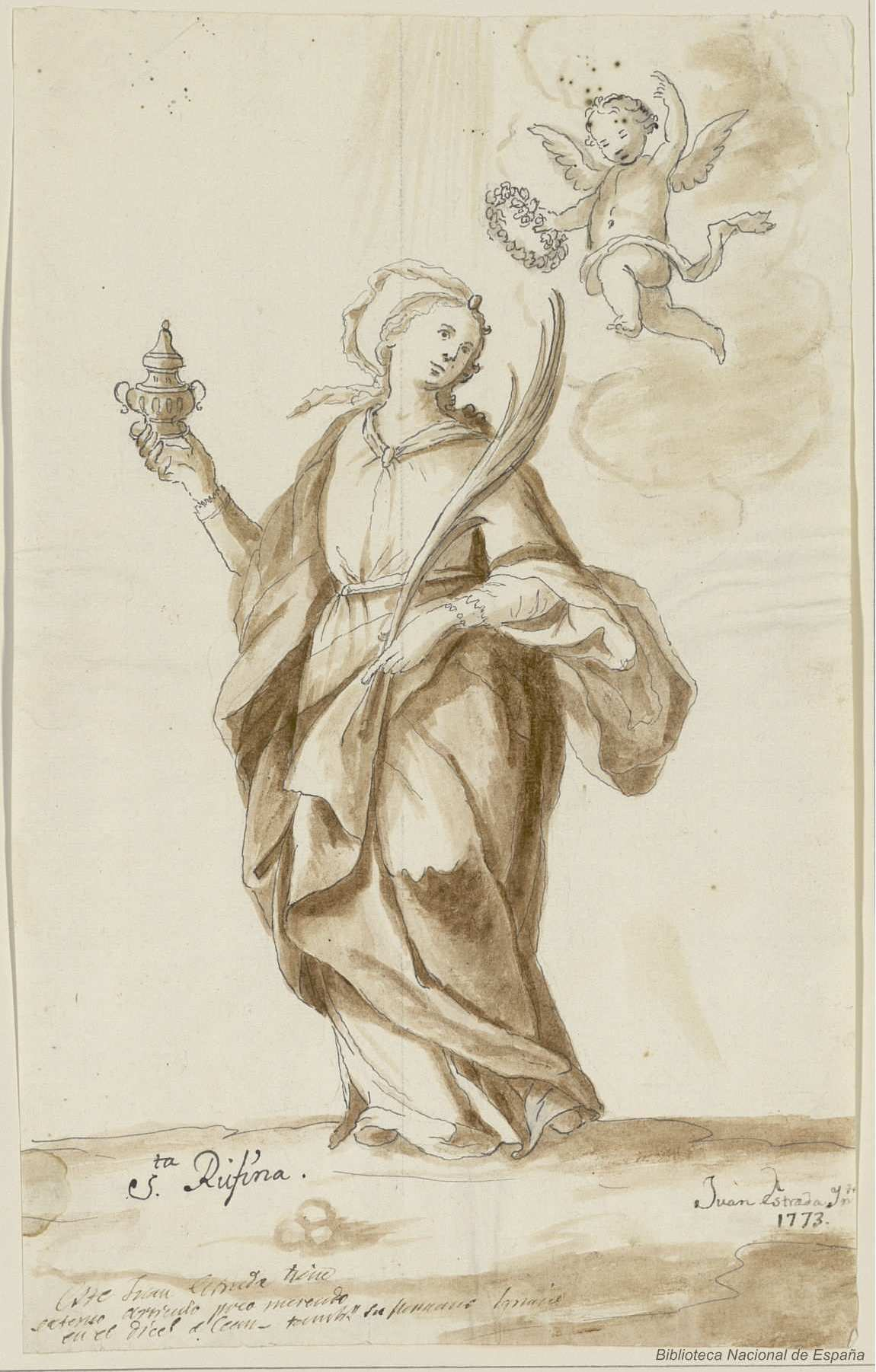
Santa Rufina, dibujo a pluma, pincel y aguadas marrones, 298 x 187 mm, Madrid, Biblioteca Nacional de España. Firmado Juan Estrada Inv.to 1773. Inscripción con letra de Carderera, de cuya colección procede: «Este Juan Estrada tiene / extenso artículo poco merecido / en el Diccº de Ceán, tamb.n su hermano Ignacio».

Juan Estrada  (Badajoz, 1717-1792) fue un pintor español.

## Biografía
Hijo del también pintor Manuel Estrada, natural de Segovia, inició su formación junto con su hermano Ignacio en el taller paterno. Con 18 años, según Ceán Bermúdez, se trasladó a Madrid buscando una solución a las cataratas que sufría su padre. Permaneció en Madrid tres años, estudiando con Pablo Pernicharo, antes de retornar a Badajoz, una vez que su padre recuperó la vista. En Badajoz ejerció de maestro de su hermano Ignacio, que completó sus estudios de pintura con los de arquitectura y perspectiva, de modo que, repartiéndose el trabajo los hermanos y siendo difícil distinguir sus estilos particulares, según Ceán, «Ignacio era el que inventaba, y Juan el que ejecutaba». Citó también a los hermanos, aunque un poco de pasada, Antonio Ponz en el tomo VIII de su Viage de España, como «oficiales de la Milicia Urbana de Badajoz, aficionados, y ocupados en el laudable exercicio de la pintura».
En 1754 fue admitido con título de académico en la Academia de Bellas Artes de San Fernando de Madrid, a la que había presentado un lienzo con  Venus herida por Cupido, y dos años después en la de Buenas Letras de Sevilla, a la que presentó una disertación «sobre que Badajoz no fue la antigua Pax Iulia sino Veja en Portugal». También Ceán daba noticia de su nombramiento en 1775 como pintor de la diócesis por el obispo Manuel Pérez Minayo, a quien retrató para el episcopologio de su catedral, donde también se atribuyen a Estrada los lienzos de un retablo de la capilla de la Soledad.
Aunque la producción de los hermanos parece haber sido abundante, gran parte de las obras citadas por Ceán se han perdido, restando tan solo además de las citadas, alguna de las ejecutadas para la iglesia parroquial de San Pedro de Montijo (Huida a Egipto) y las de la iglesia de Villanueva del Fresno, no citadas por Ceán. 
De Ignacio Estrada (1724-1790), que «levantó planos para otros pueblos de España y Portugal, trazó portadas, retablos y edificios que no se ejecutaron» conserva el Museo del Prado un abarrocado proyecto de tabernáculo dibujado a la aguada.